# Kizzuwatna

Lage von Kizzuwatna

Kizzuwatna (hethitisch: URUki-iz-zu-wa-at-na; Ethnikon hurritisch: kizzuwatna=ḫi; assyrisch: Kisuatni) war ein Königreich im südöstlichen Anatolien im 15. Jahrhundert v. Chr. Die beiden Namen Kizzuwatna und Kummanna konnten in hethitischen Texten ausgetauscht werden und beide Namen konnten sowohl das Land als auch eine Stadt bezeichnen. Die Bevölkerung bestand hauptsächlich aus Hurritern und Luwiern.

## Lage
Kizzuwatna entspricht in etwa den späteren Ebenen Kilikiens. Das Land grenzte im Süden ans Mittelmeer. Im Westen bildete die Stadt Lamiya (am Fluss Limonlu Çayı, dem antiken Lamos) den äußersten Grenzpunkt zum Hethitischen Reich. Vom Meer aus verlief die Grenze nordwärts bis zur Kilikischen Pforte, dann weiter in östlicher Richtung bis an den Fluss Šamri (Seyhan, den antiken Saros) und weiter diesem flussaufwärts folgend.
Die Hauptstadt war Adaniya (heute Adana), wichtigste Kultstätten waren Kummanna (vielleicht Sirkeli Höyük) und Lawazantiya (vermutlich Tatarli Höyük), das unweit von Kummanna lag. Tarša (Tarsus), Zunnaḫara und Ellibra waren ebenfalls wichtige Städte. Die am Meer gelegene Stadt Izzya lag wohl beim antiken Issos am Golf von İskenderun.

## Geschichte

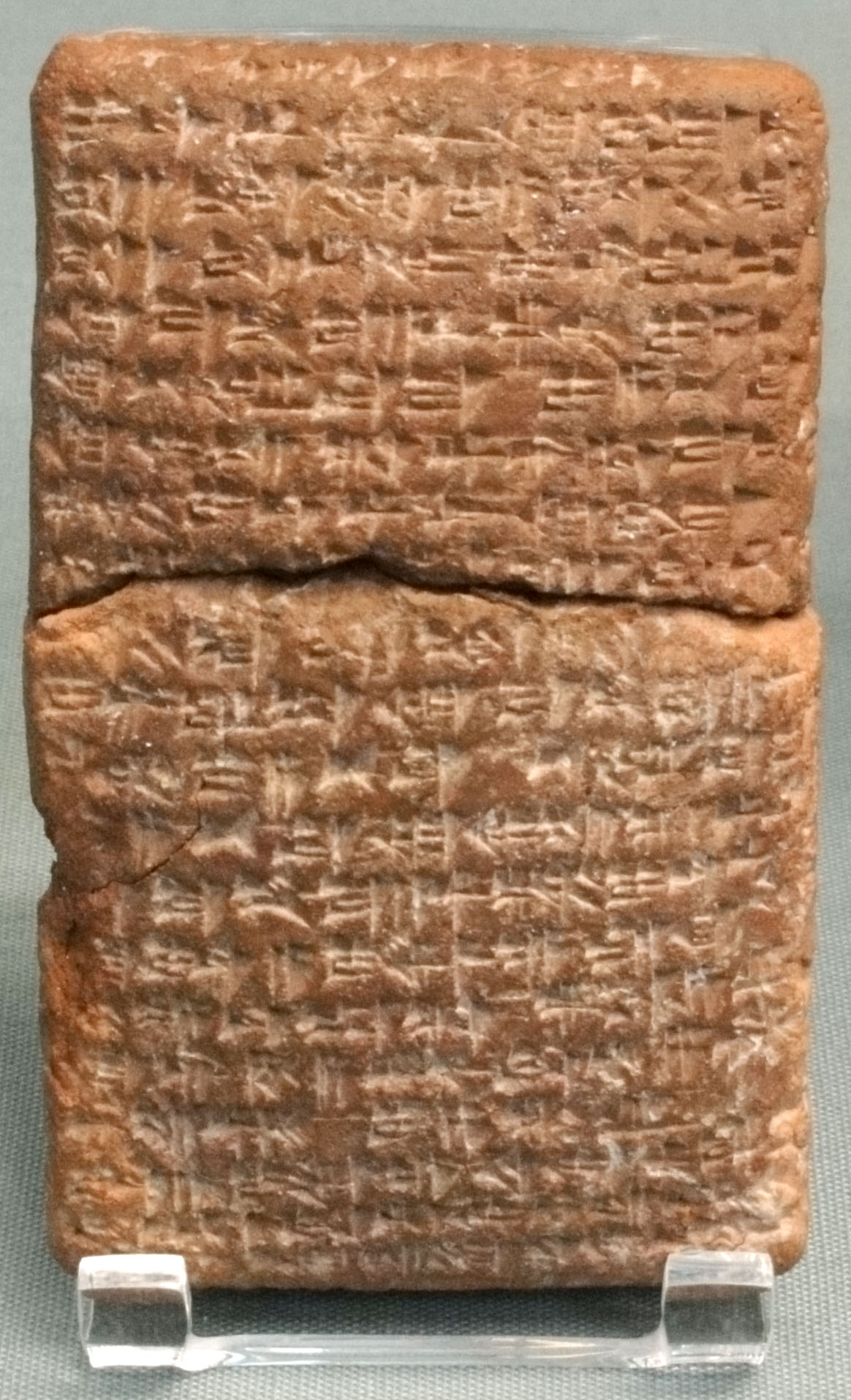
Vertrag zwischen Pilliya von Kizzuwatna und Idrimi von Alalaḫ.

Im 16. Jh. v. Chr. wurde das Gebiet des späteren Landes Kizzuwatna von den Hethitern unterworfen. Um 1500 v. Chr. löste sich Kizzuwatna von Ḫatti und der hethitische König Telipinu erkannte in einem Vertrag mit König Išputaḫšu das Land Kizzuwatna, das hier zum ersten Mal erwähnt wird, als unabhängigen Staat an. Išputaḫšu nennt sich auf einem Siegel, das in Tarsos gefunden wurde, Großkönig von Kizzuwatna; er gibt dort als seinen Vater Pariyawatra an. Ob dieser bereits König war, ist unbekannt. Sein Nachfolger Eḫeya erneuerte mit dem Hethiterkönig Taḫurwaili den Staatsvertrag zwischen Kizzuwatna und Ḫatti. Auch sein Nachfolger Paddatiššu erneuerte diesen Vertrag; der Name des hethitischen Königs ist aber nicht erhalten. Von diesen drei Königen sind keine Taten bekannt.
Pilliya schloss mit dem hethitischen König Zidanta II. einen Friedensvertrag. Einen anderen Vertrag schloss er mit Idrimi von Alalaḫ/Mukiš (ca. 1475–1450 v. Chr.), der ein Vasall von König Baratarna von Mittanni war. Möglicherweise ist er identisch mit dem Priester Palliya. Dieser vollzog am Quellheiligtum von Lawazantiya ein Ritual an den Wettergott von Kizzuwatna. Wohl unter Pilliya wurde Kizzuwatna Vasall von Mittanni.
Die zeitliche Einordnung von Talzu ist unsicher. Er wird in einer Verfügung des hethitischen Königs Šuppiluliuma I. genannt, und zwar als Erneuerer des Kultes für die Göttin Išḫara zu einem früheren Zeitpunkt.
Šunaššura, der letzte König von Kizzuwatna, lag in einem Streit mit Niqmepa von Alalaḫ, so dass König Sauštatar von Mittanni vermittelnd zwischen seinen beiden Vasallen einschreiten musste. Der hethitischen König Tudḫaliya I. konnte erfolgreich durchsetzen, dass Šunaššura sich von Mittanni lossagte und mit ihm einen Vertrag unter gleichen Staaten schloss, de facto aber Kizzuwatna von Ḫatti abhängig machte. Möglicherweise gab es vor ihm einen früheren König namens Šunaššura.
Seit Tudḫaliya I. wurden hethitische Prinzen mit dem Titel „Priester“ als Verwalter über die Provinz Kizzuwatna eingesetzt. Bekannt sind Kantuzzili und später Telipinu, ein Sohn von Šuppiluliuma I., der später König von Ḫalpa wurde.
Unter Muršili II. (1339–1306), dem Sohn von Šuppiluliuma, rebellierte Kizzuwatna wie auch Mittanni und Arzawa erfolglos gegen Ḫatti. In seinem neunten Regierungsjahr zelebrierte Muršili im Tempel vom Kummanna die Rituale, die auszuführen bereits sein Vater gelobt hatte. Unter König Muwattalli II. (1306–1282 v. Chr.) war Kizzuwatna definitiv wieder unter hethitischer Kontrolle. Dieser König ließ ein Relief von sich am Sirkeli Höyük anbringen.
In assyrischer Zeit war das Gebiet von Kizzuwatna als Que bekannt. Es wurde durch Salmanassar III. erstmals erobert und durch Salmanasser V. endgültig dem Assyrischen Reich einverleibt.

## Liste der Könige von Kizzuwatna
Bekannt sind sechs Könige von Kizzuwatna, deren Reihenfolge nicht geklärt ist. Als zeitlicher Rahmen können Verträge hinzugezogen werden, die sie mit Königen der des Hethiterreichs und des Landes Alalaḫ schlossen. Allerdings können auch diese Könige zeitlich nicht genau eingeordnet werden. Nachdem die Hethiter das Land Kizzuwatna annektiert hatten, wurden hethitische Prinzen als Priesterfürsten in Kizzuwatna eingesetzt, von denen zwei bekannt sind.
| Könige von Kizzuwatna und ihre bezeugten Zeitgenossen   |                             |                         |                                                  |                                                  |                                                                 |
| Zeit (v. Chr.)                                          | König von Ḫatti             | König von Kizzuwatna    | König von Alalaḫ                                 | König von Mittanni                               | Bemerkung                                                       |
| um 1500                                                 | Telipinu                    | Išpudaḫšu               |                                                  | Kirta ?                                          | Sohn des Pariyawatri                                            |
| um 1480                                                 | Taḫurwaili oder Ḫantili II. | Eḫeya                   |                                                  | Šuttarna I. ?                                    |                                                                 |
| um 1460                                                 |                             | Paddatiššu              |                                                  |                                                  | Vertrag mit unbekanntem hethitischem König                      |
| um 1440                                                 | Zidanta II.                 | Pilliya                 | Idrimi                                           | Baratarna                                        | wohl identisch mit Palliya, von dem ein Ritualtext erhalten ist |
| um 1420                                                 |                             | Talzu                   |                                                  |                                                  | Schenkungsurkunde für die Göttin Išḫara                         |
| um 1400                                                 | Tudḫaliya I.                | Šunaššura               | Niqmepa                                          | Sauštatar                                        | letzter König von Kizzuwatna                                    |
| Priester von Kizzuwatna und ihre bezeugten Zeitgenossen |                             |                         |                                                  |                                                  |                                                                 |
| Zeit (v. Chr.)                                          | König von Ḫatti             | Priester von Kizzuwatna | Bemerkung                                        |                                                  |                                                                 |
| um 1380                                                 | Arnuwanda I.                | Kantuzzili              | vermutlich Sohn von Arnuwanda I.                 | vermutlich Sohn von Arnuwanda I.                 | vermutlich Sohn von Arnuwanda I.                                |
| um 1350                                                 | Šuppiluliuma I.             | Telipinu                | Sohn von Šuppiluliuma I., später König von Ḫalpa | Sohn von Šuppiluliuma I., später König von Ḫalpa | Sohn von Šuppiluliuma I., später König von Ḫalpa                |

## Religion
Die meisten Götter von Kizzuwatna entstammen dem hurritischen Pantheon. Die Hauptgottheiten waren der Wettergott Teššub und seine Frau Ḫebat sowie die Liebes- und Kriegsgöttin Šauška, der im Gebirge Amana mehrere Feste gewidmet waren. Im Rahmen des Kultes der Eidgöttin Išḫara von Neriša wurden auf einem nach der Göttin benannten Berg drei Stelen errichtet, die die Gottheiten Muwanu, Muwattalli und die Gottheit des Feuers (sumerographisch: dGIBIL6) repräsentierten und von König Talzu gestiftet worden waren. Die aus Kizzuwatna stammende Königin Puduḫepa richtete in der hethitischen Hauptstadt Ḫattuša das ḫišuwa-Fest ein, das ursprünglich in Kizzuwatna abgehalten wurde und besonders die Kulte des Wettergottes von Manuziya berücksichtigte. Auffällig ist die große Anzahl göttlich verehrter Berge und Flüsse in hurritischen Ritualen aus Kizzuwatna.

## Archäologie

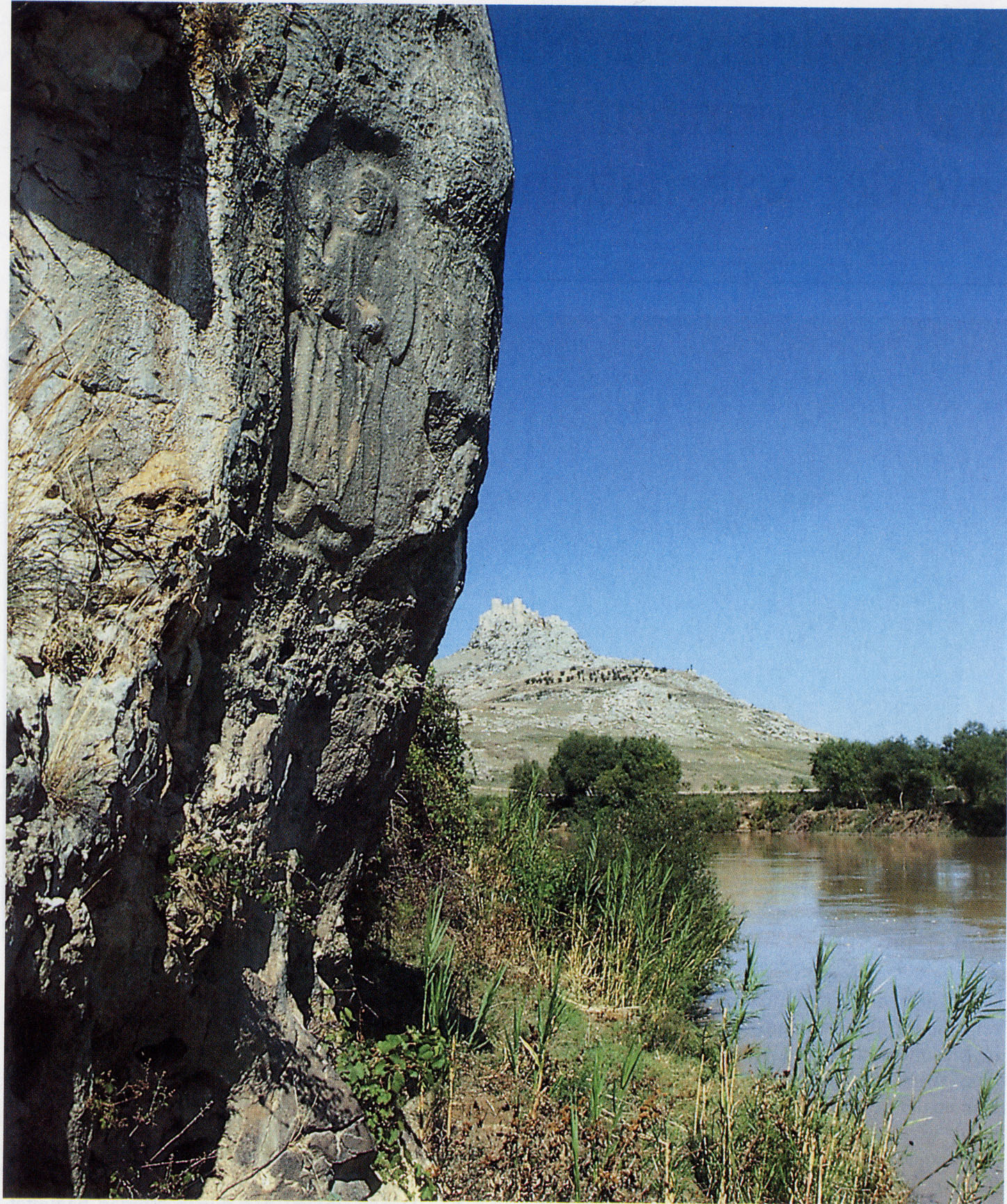
Felsrelief von Muwattalli II. in Sirkeli Höyük

Spätbronzezeitliche Fundorte in Kilikien konzentrieren sich besonders in der Yukarıova-Ebene, die vom Ceyhan und seinen nördlichen Zuflüssen gebildet wird, dann westlich des unteren Seyhan, zwischen Tarsus und Mersin sowie am nördlichen Ende des Golfs von İskenderun. Die größten Siedlungen waren die von Mersin-Yumuktepe, Tarsus-Gözlükule, Adana-Tepebağ, Sirkeli Höyük und Tatarlı Höyük, die allgemein mit den bronzezeitlichen Orten Ellibra, Tarša, Adana, Kummanna und Lawazantiya gleichgesetzt werden. Allerdings konnte bis anhin kein Ort in Kilikien archäologisch mit einem in bronzezeitlichen Texten genannten Ort identifiziert werden.
Während der Spätbronzezeit nahm die Anzahl der Siedlungen um 40 Prozent zu, was auf eine gesteuerte Siedlungspolitik der Könige von Kizzuwatna hinweist. Ebenfalls gegen Ende der Mittleren Bronzezeit verschwand in Kilikien die alte einheimische bemalte syro-kilikische Keramik zugunsten zentralanatolischer Keramik, die bis zum Ende der Bronzezeit in Gebrauch war. Auffällig ist, dass die Oberherrschaft von Mittanni keinen Einfluss auf die materielle Kultur in Kilikien hatte, sondern diese immer nach Zentralanatolien gerichtet war. Die Keramik der folgenden Eisenzeit hatte enge Verbindungen nach Zypern (bemalte geometrische kypro-kilikische Keramik). Ab dem 7. Jahrhundert vor Chr. wurde im Osten neoassyrischer Einfluss deutlich, während im Westen die ersten griechischen Kolonien entstanden.
Während der Tepebağ am westlichen Ufer des Seyhan unter der Altstadt von Adana begraben liegt und deshalb schlecht erforscht ist, wurde der Gözlükule in Tarsus einigermaßen gut erforscht. Er war von der Jungsteinzeit bis ins Mittelalter durchgehend besiedelt. Ein größeres Gebäude aus der Bronzezeit ähnelt dem Bau hethitischer Tempel. Von diesem Ort stammt auch das Siegel des Königs Išpudaḫšu. Allgemein gilt es als sicher, dass diese beiden Fundorte in hethitischen Texten genannten Orte Adaniya und Tarša waren.
Mersin-Yumuktepe weist typisch hethitische Architektur auf und es wird vermutet, dass hier das hethitische Ellibra lag. Auch im benachbarten Soli Höyük, wohl eine Hafenstadt, konnte hethitische Architektur und Keramik nachgewiesen werden. Möglicherweise lag hier das in spätassyrischen Quellen genannte Ingira und später der antike Ort Anchiale.
In Misis, dem antiken Mopsuestia, wurden unter der byzantinischen Zitadelle am linken Ufer des Ceyhan bronze- und eisenzeitliche Siedlungsspuren entdeckt. Als hethitischer Name wird Zunnaḫara vorgeschlagen, was aber sehr vage ist.
Die wohl bekannteste Ausgrabung ist der Sirkeli Höyük am linken Ufer des Ceyhan mit einer 8 Hektar großen Akropolis und einer 12 Hektar großen Unterstadt. Hier wurden zwei hethitische Felsreliefs gefunden, eines stellt König Muwattalli II. dar. Der hethitische Name der Stadt ist nicht bekannt, vermutet wird hier Kummanna, aber auch andere Orte, wie Lawazantiya oder Arušna wurden vorgeschlagen. Gegenüber am anderen Ufer des Ceyhan befand sich ebenfalls eine spätbronzezeitliche Siedlung.
In Tatarlı Höyük wurde ein monumentales Steingebäude ausgegraben, das von der Mittelbronzezeit bis zum Ende der Bronzezeit benutzt wurde und wohl ein Tempel war. Wegen des Quellreichtums dieses Ortes ist die hethitische Kultstadt Lawazantiya, wo nach hethitischen Texten sieben Quellen verehrt wurden, ein geeigneter Kandidat für diesen Fundort.
Am Golf von İskenderun liegt Kinethöyük, wo in hethitischer Zeit ein rege benutzter Hafen lag. Weil hier der antike Hafen Issos lag, wird angenommen, dass der Ort mit dem hethitischen Izziya identisch ist.